# Бородоярское
Бородоярское (укр. Бородоярське) — село в Морозовском сельском совете Балаклейского района Харьковской области Украины.
Код КОАТУУ — 6320284402. Население по переписи 2001 г. составляет 221 (109/112 м/ж) человек.

## Географическое положение
Расстояние от села Бородоярское до
с. Ольховатка около 1 км. Рядом проходит автомобильная дорога Т-2105.